# Junkers K 51
Lo Junkers K 51 era un progetto di quadrimotore da trasporto ad ala media, versione militare del G 38 di linea, realizzato dall'azienda tedesca Junkers GmbH alla fine degli anni venti.
Il modello non venne mai realizzato dalla Junkers ma venduto alla giapponese Mitsubishi che lo sviluppò nel bombardiere Mitsubishi Ki-20 destinato al Dai-Nippon Teikoku Rikugun Kōkū Hombu, la componente aerea dell'esercito imperiale giapponese.